# Ilha Pagã
Pagã (Pagan) pertence às Ilhas Marianas Setentrionais, e está situada a aproximadamente 320 km a norte de Saipan.

## Características

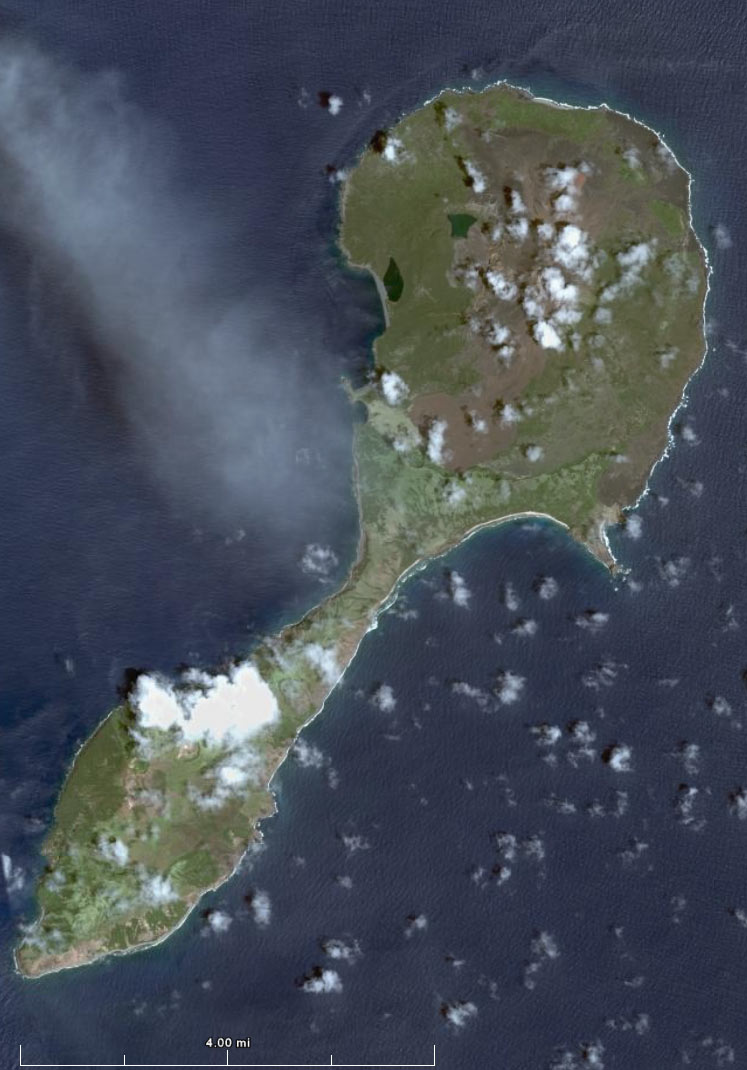
Pagã em imagem de satélite

Com área de 47,23 km³, é a quarta das Ilhas Marianas Setentrionais em extensão. Pertence ao grupo setentrional do arquipélago. É formada por dois estratovulcões, de 570 e 548 m, unidos por uma faixa de terra.

## História
Habitada desde tempos históricos, pertenceu à Espanha (através de Guam) e ao Império Alemão. Posteriormente ocupada pelo Japão, passou a ser administrada pela Sociedade das Nações. Após a Segunda Guerra Mundial foi ocupada pelos Estados Unidos, permanecendo como parte do Protetorado das Ilhas do Pacífico das Nações Unidas, com o estatuto de estado livre associado. Politicamente pertence ao município das ilhas Marianas Setentrionais.
Em 1981 houve uma erupção que obrigou os seus habitantes a abandoná-la. No entanto, em 2006 a Força Aérea dos Estados Unidos fez um levantamento aerofotográfico da ilha, tendo encontrando prova da existência de habitantes, gado e uma pista rudimentar de aterragem. Em 2018 supõe-se que lá viviam 7 pessoas.